# بيلارز أف إترنتي 2: ديدفاير
بيلارز أف إترنتي 2: ديدفاير، هي لعبة فيديو من نوع تقمص الأدوار، صدرت في الأسواق سنة 2018، وهي تعمل لمنصات مايكروسوفت ويندوز، لينكس، ماك أو إس، بلاي ستيشن 4 وإكس بوكس ون.

## الموقع الخارجي
- الموقع الرسمي
 (بالإنكليزية)